# 1001 Gaussia
1001 Gaussia је астероид. Приближан пречник астероида је 74,67 km,
а средња удаљеност астероида од Сунца износи 3,206 астрономских јединица (АЈ).
Инклинација (нагиб) орбите у односу на раван еклиптике је 9,297 степени, а орбитални период износи 2096,898 дана (5,740 година). Ексцентрицитет орбите астероида износи 0,127.
Апсолутна магнитуда астероида износи 9,77 а геометријски албедо 0,039.
Астероид је откривен 8. августа 1923. године.